# Dipsacus sativus
« Cardère à foulon » redirige ici. Pour les autres significations, voir Cardère.
Espèce
Classification phylogénétique
Dipsacus sativus (L.) Honck., la Cardère à foulon ou Cardère à lainer (noms vernaculaires), est une espèce de plantes, cultivée au XIXe siècle dans les régions proches des centres lainiers dans une grande partie de l'Europe, notamment en France, en Vendée, et en Belgique, dans la vallée de la Vesdre. Ses capitules secs étaient enfilés sur des peignes qui servaient aux opérations de lainage.

## Noms vernaculaires
- Noms vernaculaires[1],[2] : Chardon à Bonnetier, Chardon à foulon, Chardon à lainer, Chardon à carder, Chardon lanier, Chardon à Drapier, Cardère des villes, Cardère cultivée, Bonnetier ; (en) Fuller's Teasel ; (es) Carda, Cardilla ; (wa) tchèrdôn.

## Description

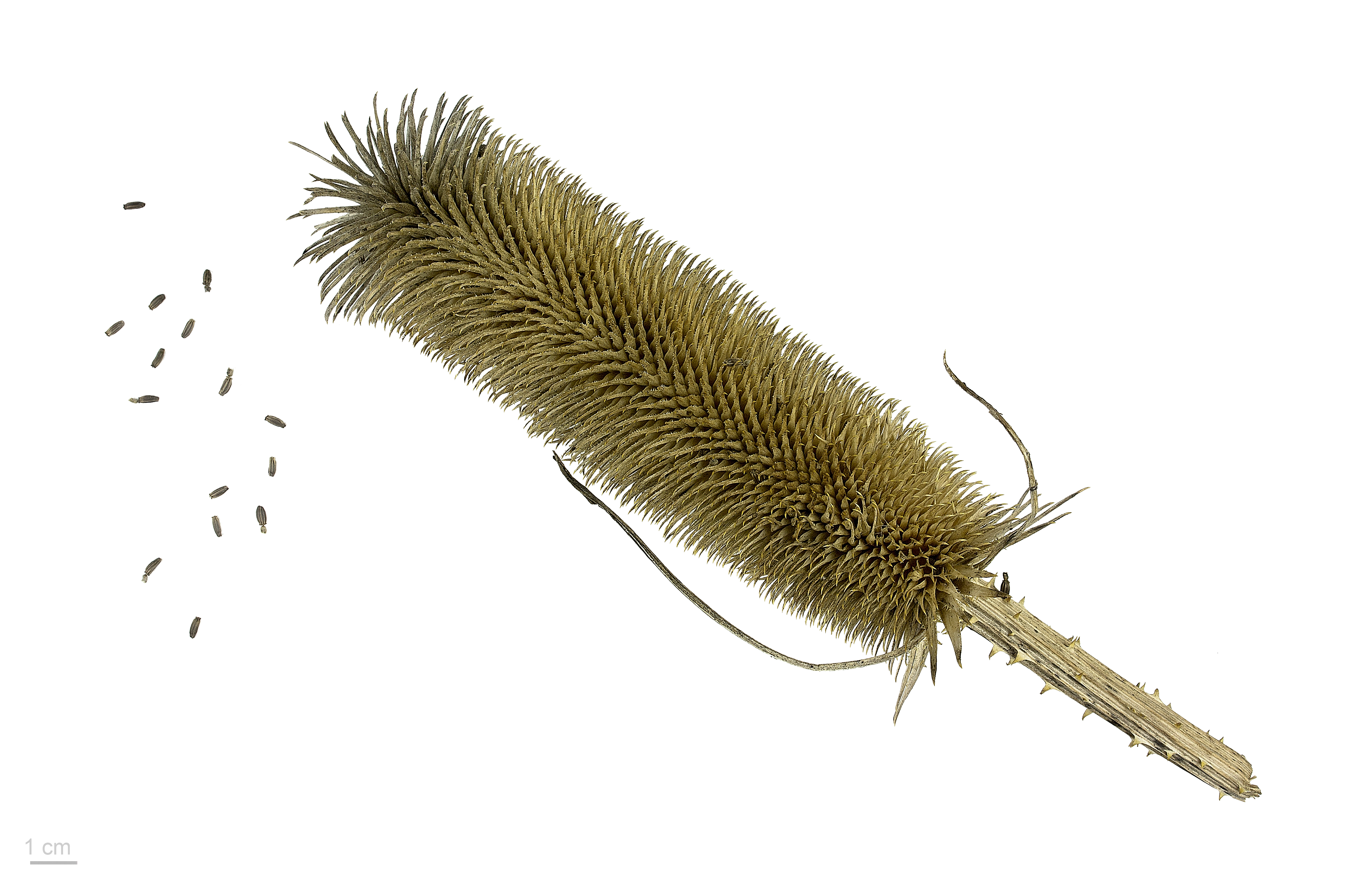
Dipsacus sativus graines - Muséum de Toulouse.
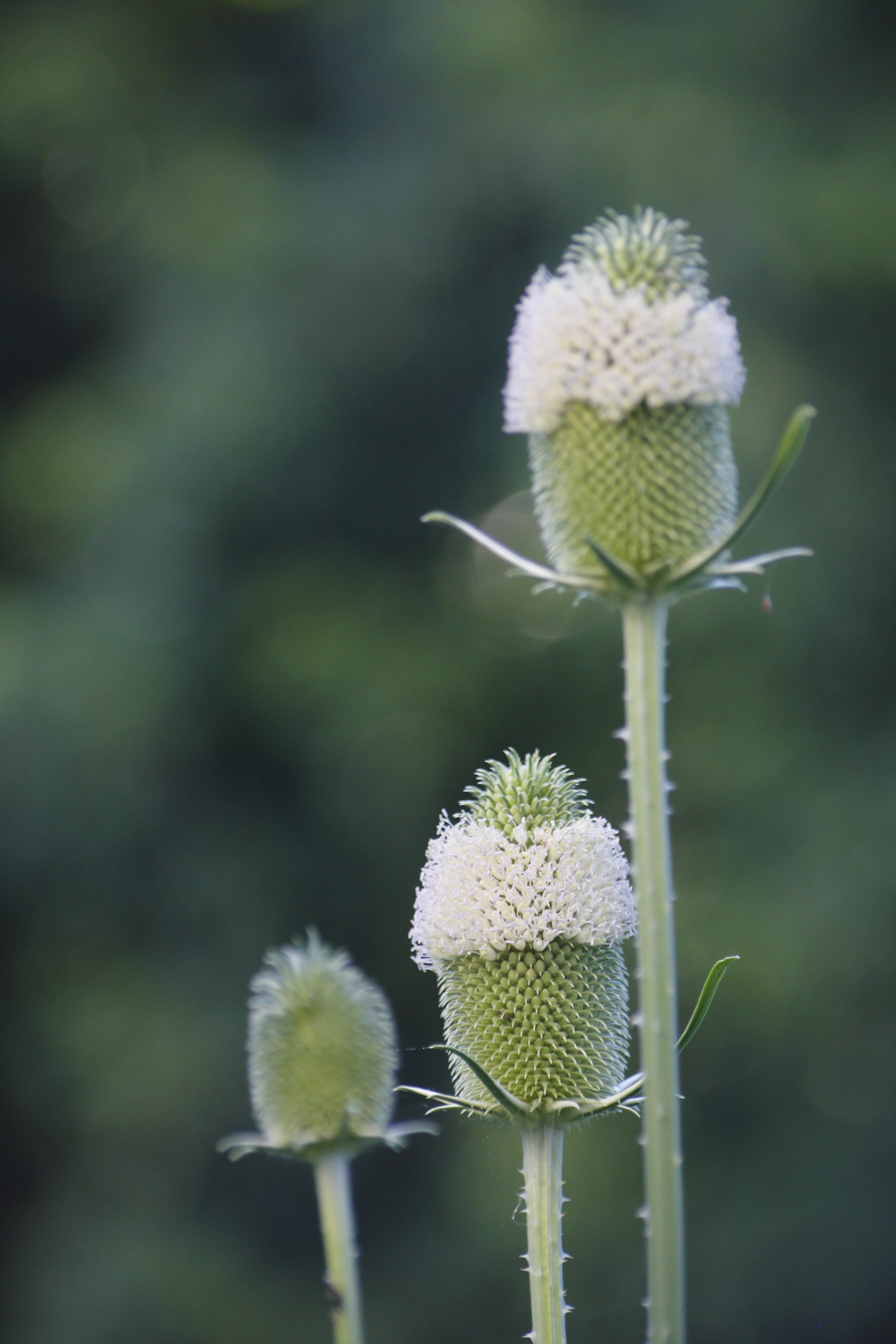
Dipsacus sativus en fleurs. Photographiée dans l’Ain en juillet 2016.
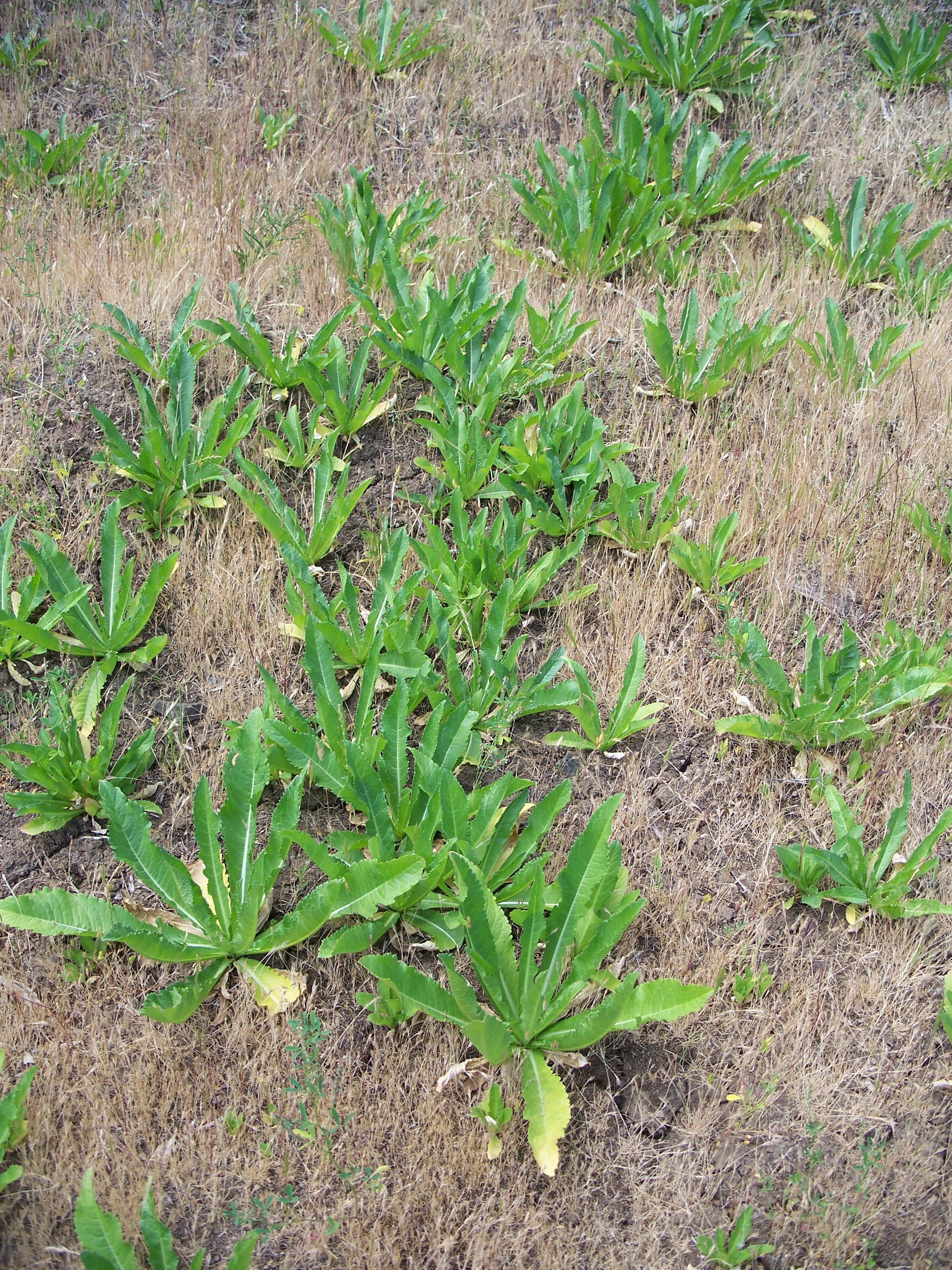
Plants au stade végétatif.
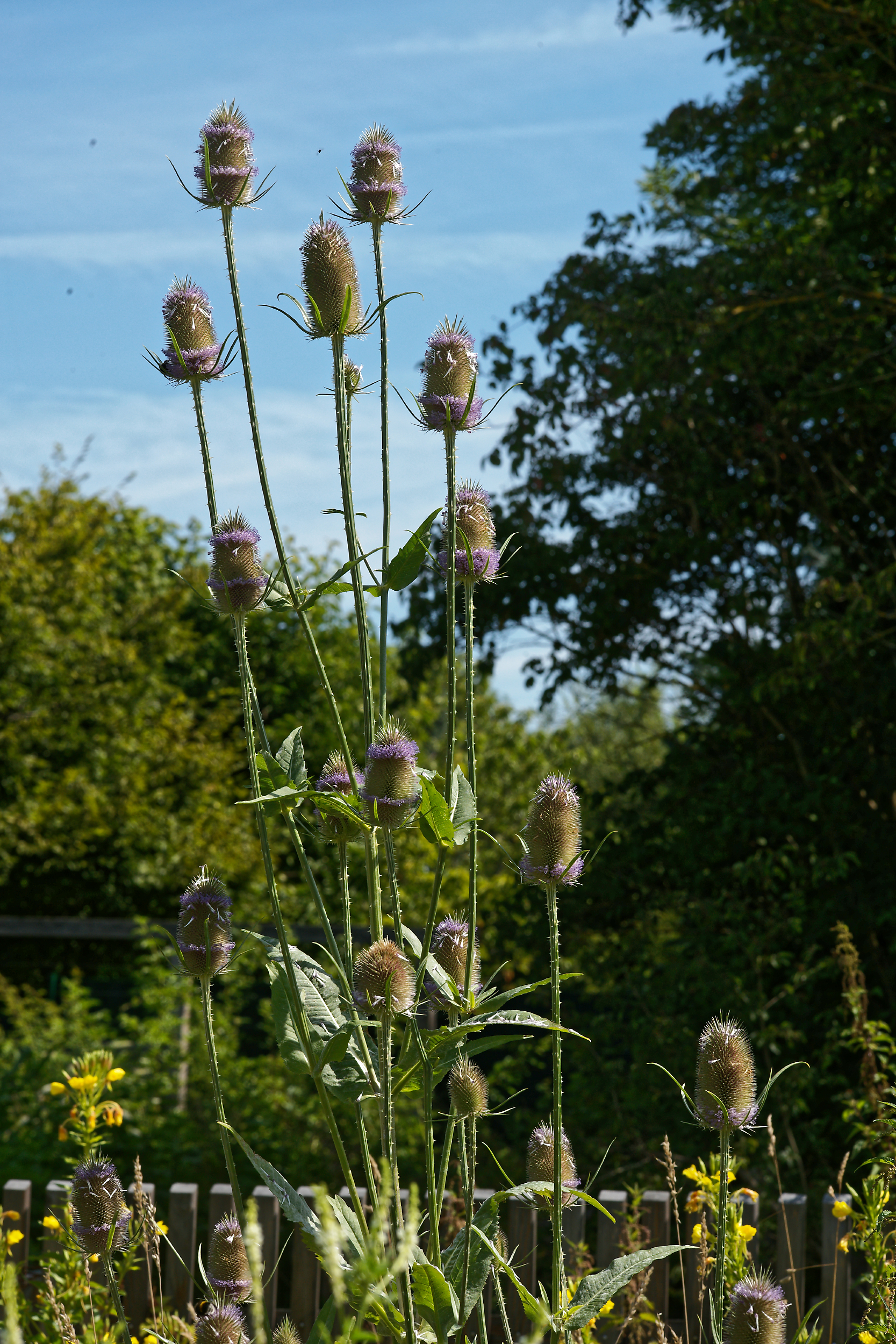
Aspect général l'été.

### Appareil végétatif
C'est une plante bisannuelle d'environ un mètre, à tige robuste, creuse, sillonnée, faiblement épineuse. Les feuilles sont inermes ou munies de rares aiguillons, les radicales oblongues, les caulinaires connées, entières ou dentées.

### Appareil reproducteur
Les fleurs sont blanches, en têtes ovales-cylindracées de 4 à 6 cm de long sur 3 cm de large. Les folioles de l'involucre sont étalées, lancéolées-linéaires, raides, plus courtes que la tête florale. Les paillettes du réceptacle égalent presque les fleurs, pubescentes-scabres, brusquement terminées en pointe courbée en dehors. La floraison a lieu de juin à août.

### Distinction avec la Cardère sauvage
Le capitule est plus long que celui de la Cardère sauvage, bien cylindrique, les bractées de l'involucre sont plus courtes, les paillettes du réceptacle sont lisses et recourbées vers le bas.
Les fleurs de la cardère sauvage sont mauves/lilas

## Habitat et répartition
L'espèce était jadis cultivée en grand et subspontanée çà et là dans une grande partie de la France et de l'Europe. Son origine spontanée est incertaine.

## La cardère cultivée et l'Homme

### Histoire
La Cardère des villes fut cultivée depuis l'antiquité et jusque dans les années 1980 pour le lainage des draps fins, opération qu'il ne faut pas confondre avec le cardage.
Dipsacus sativus, quasi disparu aujourd'hui, était intensément cultivé au XIXe siècle. Pierre Déom rapporte le chiffre de 2 300 hectares cultivés. En 1989, il ne restait plus qu'un vieux sac de graines oublié dans le tiroir d'un négociant de Tarascon (Bouches-du-Rhône).
À la suite d'une opération menée par le périodique « La Hulotte » qui, ayant retrouvé ces graines, a proposé d'en envoyer des exemplaires à qui en ferait la demande à condition de renvoyer les graines issues de plantations, de nombreux particuliers possèdent dans leur jardins des plants qui se resèment spontanément. La cardère des villes n'a donc pas disparu.

### Utilisation: lainage ou lannage

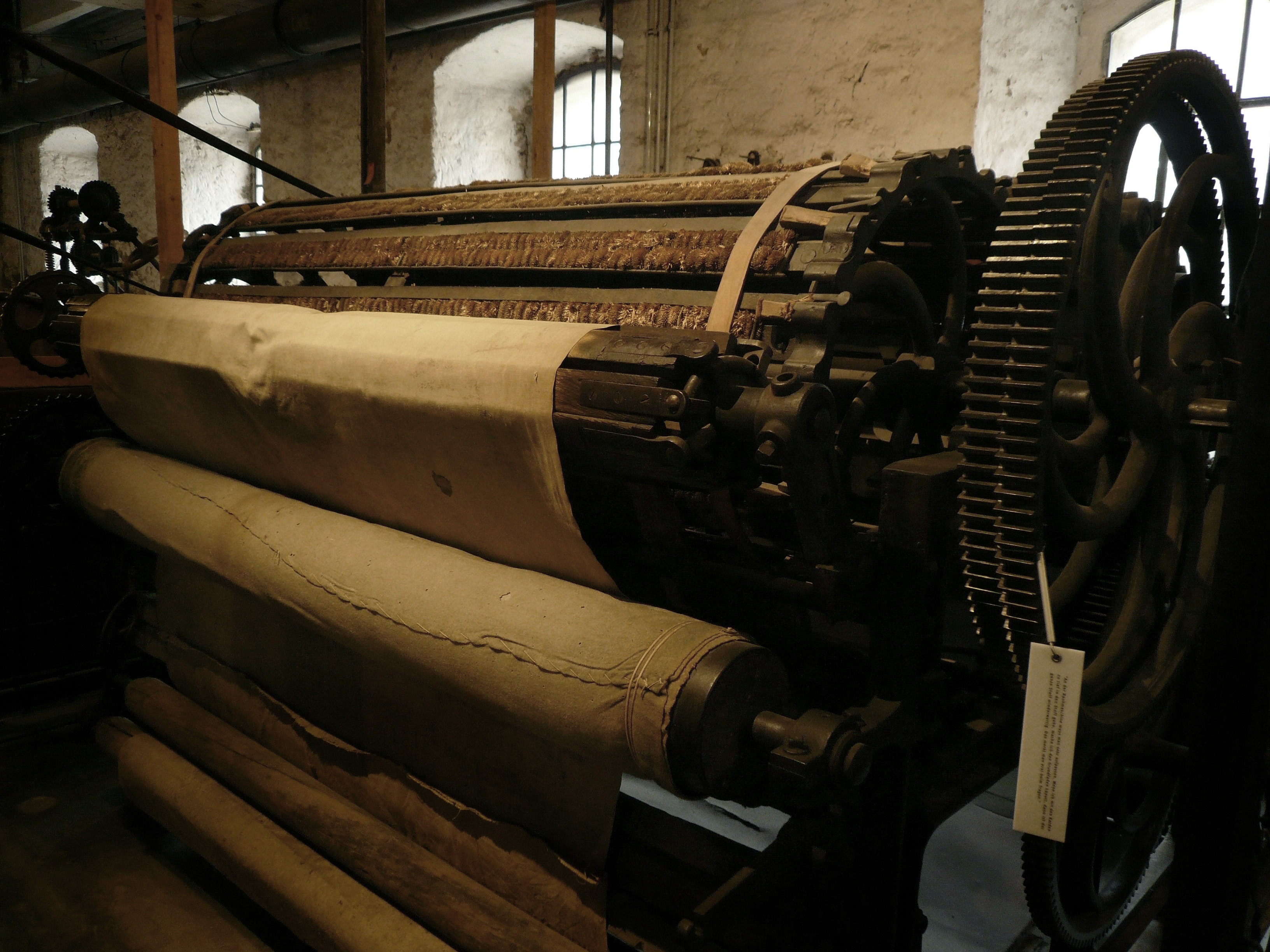
Laineuse à cardères de 1920. Les cardères séchées sont placées en rangs sur le grand cylindre

Les capitules secs du chardon étaient enfilés sur des sortes de peignes.
Ils servaient à confectionner des vêtements de luxe. Pour donner à ces tissus un inimitable aspect soyeux, il était nécessaire, après les classiques opérations de cardage, tissage, foulage, de les « lainer », c’est-à-dire de les griffer interminablement, en sorte d’en tirer précautionneusement, en s’efforçant d’en arracher le moins possible, des milliers de légers filaments laineux qui finissaient par former à la surface un duvet de feutre, doux, chaud, et très serré. C'était un travail délicat pour lequel on n’avait trouvé que les cardes pour aller déloger les brins de laine.
Sa disparition est liée à celle des « laineuses à chardons naturels » sur lesquelles étaient délicatement brossés des tapis de billard ou des couvertures de mohair. Les têtes de cardère étaient fixées sur de grandes règles montées sur des tambours tournant à toute vitesse. On retrouve parfois des capitules séchés sur d'anciennes machines.
En France, elle est signalée à Aubigny en 1714. Les Préalpes furent le dernier refuge des Cardères (1983) : pendant plus d’un siècle, Saint-Rémy-de-Provence connut la prospérité grâce au commerce international des chardons. On peut retrouver un moulin à foulon en état de fonctionnement à Cugand en Vendée, réhabilité en 1998. Une machine à lainer est également en exposition avec ses croisées garnie de cardères cultivées.
En Belgique, dans le Pays de Herve, les villages d'Olne et de Soiron possèdent encore des séchoirs à chardons. Mis en bottes, ils étaient vendus à l'industrie lainière de la vallée de la Vesdre à Nessonvaux, Pepinster (1970) et Verviers.[réf. nécessaire]

### Héraldique

Blason de Baienfurt.

Dipsacus sativus figure sur le blason de la commune de Baienfurt en Allemagne.

## Synonymes
- Dipsacus carminatorius Salisb., 1796
- Dipsacus fullonum subsp. sativus (L.) Thell. ex P.Fourn., 1939
- Dipsacus fullonum var. sativus L., 1753
- Dipsacus fullonum sensu H.J.Coste, 1903
- Dipsacus sylvestris subsp. fullonum Bonnier & Layens, 1894[8]